# Paltothemis cyanosoma
La libélula rayadora azul de roca (Paltothemis cyanosoma) pertenece a la familia de las libélulas rayadoras (Libellulidae). Es una especie endémica del occidente de México 1. con una amplia área de distribución, y podría ser común de forma local, sin embargo no se ha realizado suficiente trabajo de campo en su distribución para tener una buena idea de su estatus actual 2.

## Clasificación y descripción de la especie
Paltothemis es un género Americano que se distribuye desde el sureste de E.U.A. hasta Costa Rica 1. Se compone de dos especies, una de las cuales (P. cyanosoma) es endémica de México 1. Los machos y hembras jóvenes tienen una coloración general color café con marcas negras, los machos maduros se vuelven de color azul pruiniscente; el frons se vuelve color violeta metálico 1.

## Distribución de la especie
México (Guerrero, Jalisco y Michoacán) 2,3.

## Hábitat
Rios y riachuelos pequeños, insolados y rocosos en áreas forestadas 1.

## Estado de conservación
La IUCN considera que no existe suficiente información para asignar la especie a alguna categoría 2.